# سونگ بوم کون
سونگ بوم کون (کره‌ای: 송범근؛ انگلیسی: Song Bum-keun؛ زادهٔ ۱۵ اکتبر ۱۹۹۷) بازیکن فوتبال اهل کره جنوبی است.که در باشگاه فوتبال شونان بلمار در پست دروازه‌بان بازی می‌کند.
از باشگاه‌هایی که در آن بازی کرده‌است می‌توان به باشگاه فوتبال چونبوک هیوندای موتورز اشاره کرد.
وی همچنین در تیم‌های ملی فوتبال زیر ۲۳ سال کره جنوبی، و کره جنوبی بازی کرده‌است.
وی در مسابقات کشوری و بین‌المللی در مجموع برندهٔ ۱ مدال طلا شده‌است.